# Peter Kock (Schauspieler)
Peter Kock (* 27. September 1947 in Kiel) ist ein deutscher Schauspieler im Bereich Fernsehen und Theater.

## Werdegang
Peter Kock wurde 1947 in Kiel geboren. 1969 hatte er seinen ersten Auftritt am Berliner Schillertheater, im Stück „Zicke-Zacke“. Von 1968 bis 1970 studierte Kock Schauspielerei an der Universität der Künste Berlin (Diplom) sowie von 1970 bis 1974 Theaterwissenschaft und Germanistik an der Freien Universität Berlin.
Kocks erste Rolle im Fernsehen war die des Leach in dem ZDF-Vierteiler der Seewolf von 1971. Peter Kock inszenierte zunächst Kinder- und Jugendtheater wie Birne, Grips und Rappelkiste und wechselte 1977 ins „erwachsene Fach“: Schauspiel, Musical, Oper u. a. in Mannheim, Bremen, Köln, Lübeck, Schwedt, Berlin; in Tübingen und Heidelberg war er Spiel- und Oberspielleiter. 
Von 1990 bis 2013 war Kock an der Berliner Universität der Künste tätig und baute dort den Studiengang „Musical/Show“ auf, den viele bekannte Musical-Darsteller absolvierten. 
Seit 2004 spielt er in der Bar jeder Vernunft und im Tipi Berlin den jüdischen Gemüsehändler Schultz in Vincent Patersons Cabaret-Inszenierung. Für das Ausbildungskonzept des Studiengangs und seine Inszenierungen von Sondheims Into The Woods und Weills Love Life (DE) wurde ihm zum Kurz-Weill-Fest 2001 der Ilse-Niggemann-Förderpreis überreicht.

## Filmografie

### Serien
- 1971: Der Seewolf
- 1972: Sprungbrett
- 1973: Stationen
- 1974: Konny und seine drei Freunde
- 1975: Berlin – 0:00 bis 24:00
- 1976: Ein Fall für Stein
- 1984: Das doppelte Pensum
- 1985: Tatort: Ordnung ist das halbe Sterben
- 1985–2001: Löwenzahn
- 1986: Detektivbüro Roth
- 2000: Wolffs Revier
- 2007: Im Namen des Gesetzes
- 2010: Lasko – Die Faust Gottes
- 2015–2017: SOKO Leipzig
- 2016: Tierärztin Dr. Mertens
- 2020: Ein starkes Team
- 2012: Para – We are King

### Film
- 1977: Anpassung an eine zerstörte Illusion
- 1980: Berlin Mitte
- 1983: In der Sackgasse
- 1998: Alle für Arbeit
- 2004: Der Vater meines Sohnes
- 2013: HARTs 5 – Geld ist nicht alles
- 2015: Das Gewinnerlos